# Catamayo / Camilo Ponce Enriquez
Catamayo / Camilo Ponce Enriquez är en flygplats i Ecuador. Den ligger i den södra delen av landet, 400 km söder om huvudstaden Quito. Catamayo / Camilo Ponce Enriquez ligger 1 239 meter över havet.
Terrängen runt Catamayo / Camilo Ponce Enriquez är varierad. Catamayo / Camilo Ponce Enriquez ligger nere i en dal. Runt Catamayo / Camilo Ponce Enriquez är det ganska glesbefolkat, med 23 invånare per kvadratkilometer. Närmaste större samhälle är Loja, 18,0 km öster om Catamayo / Camilo Ponce Enriquez. Omgivningarna runt Catamayo / Camilo Ponce Enriquez är en mosaik av jordbruksmark och naturlig växtlighet.